# Curfew Shall Not Ring Tonight (film 1907)
Curfew Shall Not Ring Tonight è un cortometraggio muto del 1907 diretto da Arthur Gilbert. È uno dei primi esempi di cinema sonoro, in quanto la pellicola veniva proiettata in sincrono con un disco.

## Produzione
Il film fu prodotto dalla Gaumont British Picture Corporation.

## Distribuzione
Distribuito dalla Gaumont British Distributors, uscì nelle sale cinematografiche britanniche nel settembre 1907. La Kleine Optical Company lo distribuì negli Stati Uniti.